# Conflicto corso
El conflicto corso (en corso: Guerra contr'à u Statu francese; en francés: Conflit Corse) es un conflicto nacionalista en Córcega que comenzó en 1976. Actualmente continúa tras los disturbios de Córcega de 2022.

## Los 70s: Atrayendo la atención hacia Córcega
El Frente de Liberación Nacional de Córcega (FLNC) lanzó una serie de atentados con bomba en toda la isla el 20 de mayo. La serie de atentados y la aparición del FLNC coincidieron con el juicio de diez miembros de la recientemente ilegalizada Action Régionaliste Corse. Durante el verano, el FLNC se volvió más activo y la noche del 17 de julio llevó a cabo una nueva oleada de atentados, que incluyó un ataque con cohetes y morteros contra la gendarmería de Aghione, en el que se utilizó un lanzagranadas estadounidense M79, lo que aumentó las especulaciones de que el FLNC estaba siendo suministrado por Libia, que por aquel entonces abastecía a otros grupos revolucionarios de Europa, incluido el IRA Provisional. En septiembre de 1976, el FLNC intentaba asesinar a altos cargos militares franceses. En distintos incidentes ocurridos en la ciudad de Corte, un general se libró por poco de ser asesinado cuando su coche fue acribillado a balazos; su chófer perdió una oreja en el ataque. El 7 de septiembre, siete milicianos enmascarados secuestraron y bombardearon un Boeing 707 estacionado en el aeropuerto de Ajaccio.
A principios de 1977, la actividad del FLNC es escasa. En abril se produjeron varios atentados contra locales relacionados con los nacionalistas corsos y el FLNC. Los atentados fueron reivindicados por un nuevo grupo autodenominado FRANCIA (Front d'Action Nouvelle Contre l'Indépendance et l'Autonomie). Aunque existían otros grupos antiseparatistas en Córcega, FRANCIA parecía ser el único capaz de llevar a cabo atentados reales. El 14 de mayo, este grupo destruyó las imprentas de Arritti (una publicación nacionalista corsa) en un atentado con bomba. El FLNC respondió a los atentados del 24 de mayo con un audaz asalto al puesto avanzado del ejército francés en Fort-Lacroix, cerca de Bastia, donde ocho militantes armados volaron las instalaciones inalámbricas tras someter a los centinelas. Un mes más tarde, el FLNC lanzó una ofensiva nocturna con bombas contra 27 objetivos franceses, seguida del bombardeo de la estación de televisión de Serra di Pigno. La noche del 13 de enero de 1978, nueve milicianos armados y con pasamontañas asaltaron y bombardearon la estación de radar de la OTAN en Solenzara con 40 kg de explosivos, en la llamada "Operación Zara".
El FLNC sufrió un serio revés en mayo de 1978, cuando 27 presuntos miembros fueron detenidos tanto en Córcega como en Francia. La policía se topó con un depósito de armas del FLNC en la ciudad de Cardo durante una investigación sobre un robo ordinario. Mientras se encontraban en el lugar de los hechos, la policía observó a unos hombres cerca que movían lo que parecían armas. El incidente se saldó con más de 300 personas interrogadas y más de 60 detenidas por las autoridades. Otros sospechosos fueron detenidos en París, Niza y Lyon. En diciembre de 1978, el FLNC incrementó sus ataques contra cuarteles de la policía -en un incidente, la base de la gendarmería en Borgo fue arrasada con fuego de ametralladoras pesadas-, lo que hizo temer que el FLNC empezara a concentrar sus ataques en personas, además de en objetivos materiales. En esta época, el FLNC también empezó a exigir que sus presos fueran tratados como presos políticos.

## Los 80s: Una nueva ofensiva
En 1979 el número de atentados del FLNC aumentó; en un periodo de dos meses, de enero a principios de marzo, hubo más de 115 atentados con bomba en la isla. Sin embargo, en julio varios de sus activistas fueron capturados y condenados a largas penas de prisión, lo que provocó una falta de acción o actividad por parte del FLNC. El Frente anunció que iba a lanzar una "nueva ofensiva en la lucha de liberación" y aconsejó a los corsos que eran miembros de la policía o del ejército que abandonaran la isla. El 10 de marzo, el FLNC colocó coches bomba en diez bancos de Córcega. El 10 de abril, tres bancos de París también sufrieron daños por las explosiones, y más tarde el Palacio de Justicia de París fue devastado por una bomba de relojería que causó daños por valor de más de 3 millones de francos. Los últimos años de la década de 1970 y los primeros de la de 1980 marcaron un cambio decisivo en la política del FLNC, similar al empleado por el IRA. El FLNC decidió ahora "llevar el problema corso a los franceses" mediante atentados con bomba en el territorio continental francés. El 6 de mayo de 1979, el FLNC consigue poner bombas en 20 bancos de París y el 30 de mayo más bancos resultan dañados por las explosiones. A principios de junio, el FLNC vuelve a las actividades en la propia isla con veinticinco grandes explosiones unidas a un atentado con coche bomba contra la Jefatura de Policía de París. El 14 de mayo de 1980, el FLNC pone una bomba en el Palacio de Justicia de París y ametralla a cuatro gendarmes que custodiaban la embajada iraní, hiriendo a tres de ellos.
En 1980, los partidarios del FLNC se hacen más visibles en las protestas y la actividad política. El FLNC sigue reivindicando el estatuto político de sus presos. Las manifestaciones masivas a favor del estatuto político de los presos corsos son habituales y los partidarios del FLNC participan activamente en todas las protestas que puedan calificarse de "corso contra francés". En noviembre de 1980, 12 presos del FLNC en París inician una huelga de hambre en protesta por la desigualdad de trato de los presos nacionalistas corsos. Esta protesta coincidió con la de seis huelguistas de hambre del IRA en Irlanda del Norte. Los presos corsos fueron alimentados a la fuerza durante varias semanas antes de poner fin a su huelga. El 1 de abril de 1981, el FLNC decretó un alto el fuego durante las elecciones presidenciales y, tras la victoria de François Mitterrand, anunció que prorrogaría el alto el fuego para "ver cómo evolucionan las cosas"
El 18 de septiembre, el FLNC anunció el fin de su alto el fuego en una conferencia de prensa celebrada en las montañas del centro de Córcega. Condenaron a los autonomistas por intentar utilizar los "canales inútiles habituales" del sistema político y se opusieron a las "políticas de apaciguamiento" francesas, antes de afirmar que la lucha armada se reanudaría y que el FLNC no depondría las armas.
El 19 de agosto de 1982, el FLNC lanzó su noche de violencia más espectacular con la llamada "violente nuit bleue" (Noche azul y violenta), en la que se perpetraron 99 atentados contra objetivos gubernamentales.
A mediados de la década de 1980, la organización también intensificó sus ataques contra presuntos narcotraficantes, matando a cuatro en el espacio de doce meses en 1986.
En 1988 se acordó una tregua entre el gobierno francés y el FLNC. Sin embargo, el alto el fuego no sentó bien a algunos miembros de la organización, lo que provocó una escisión dentro del movimiento.

## Los 90s: Disputas internas y asesinato de Claude Érignac
En la década de 1990, la organización del FLNC se desgarró en una serie de mortíferas luchas internas. Gran parte de los motivos de las divisiones y enemistades fueron las rivalidades políticas de los miembros de la organización, así como disputas personales.

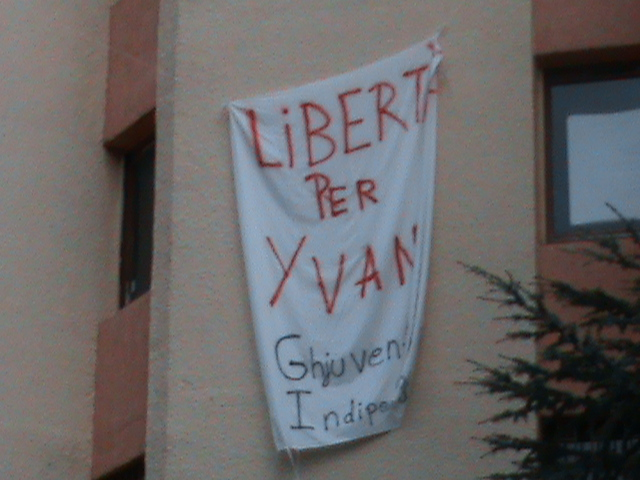
Una pancarta colocada por miembros de Ghjuventù Indipendentista pidiendo la liberación de Yvan Colonna. En la Universidad de Córcega Pascal Paoli de Corte y sus alrededores aparecieron numerosas pancartas y pintadas de apoyo al FLNC y a la independencia de Córcega.

En 1991 se produjo uno de los primeros tiroteos entre el FLNC y gendarmes militares, cuando un comando del FLNC consiguió escapar a tiros de una emboscada. Ese mismo año, el FLNC perpetró un atentado contra una refinería en la vecina isla de Cerdeña.
En diciembre de 1996, el FLNC inició una ofensiva navideña en toda Córcega. En Figari, el FLNC lanzó un ataque con ametralladoras contra cuarteles militares, mientras que en Zicavo se llevó a cabo un ataque con granadas contra la comisaría de policía. En 1997, la facción Canal-Habituel del FLNC pidió un alto el fuego, lo que provocó que la facción Canal Historique intentara tomar el control de la organización y lanzar una nueva ofensiva. En 1998, los atentados del FLNC se dispararon, con policías y alcaldes entre los muertos. La ofensiva culminó con el asesinato de Claude Érignac en Ajaccio. Érignac era prefecto de Córcega y máximo representante de la Quinta República Francesa en la isla. El atentado fue muy publicitado y criticado tan duramente por la población local que el FLNC se vio obligado a negar su autoría, mientras que el consenso a favor de la independencia alcanzó su mínimo histórico entre la población (6%). Desde 1999, el FLNC se ha caracterizado por las divisiones, las luchas internas, los altos el fuego y sus incumplimientos.

## Los 2000s: Reunificación de las facciones internas
El FLNC ha continuado con sus atentados en la década de 2000, aunque a un ritmo mucho menor que a finales de los años 70. Muchas bombas del FLNC no detonaron o los atentados tuvieron que ser abortados. No obstante, el FLNC consiguió llevar a cabo varios atentados con éxito, como el bombardeo de un cuartel militar en Lumio en 2002, en el que resultaron heridos varios gendarmes, los atentados con bomba contra varios hoteles de Marsella en 2004 y los ataques con cohetes contra varios cuarteles en 2007.
En 2009 perpetró un atentado con coche bomba contra un cuartel de la gendarmería en Vescovato. El FLNC también afirmó que todas las facciones se habían reunificado. A principios de la década de 2000, el FLNC se había dividido en el FLNC-UC, el FLNC-1976 y el FLNC-22 de octubre.
El FLNC continuó sus ataques contra las propiedades de los franceses continentales residentes en Córcega. A finales de 2011, el grupo hizo pública una declaración en la que reivindicaba la autoría de 38 atentados con bomba perpetrados en los cuatro meses anteriores. En el comunicado, el grupo armado afirmaba que "permanecería atento y nunca dejaría pasar una oportunidad para la paz".

## Los 2010s: Cese de hostilidades e incidentes menores
En junio de 2014, el FLNC-UC anunció el cese de la lucha armada, afirmando que el Frente ha "decidido emprender unilateralmente un proceso de desmilitarización y salida progresiva de la clandestinidad. ". El 3 de mayo de 2016, el FLNC-22 anunció que "pondrá fin a las operaciones militares" en octubre de 2016, siguiendo el ejemplo del FLNC-UC, para permitir que la nueva asamblea de la isla, dirigida por nacionalistas, "cumpla su mandato con calma". En julio de 2016, el FLNC-22 advirtió de una "respuesta decidida, sin reparos" ante cualquier ataque yihadista en Córcega.
A pesar del cese oficial de las hostilidades en 2014, en la década de 2010 se produjeron varios atentados, probablemente perpetrados por pequeños grupos escindidos. El 15 de octubre de 2016, estallaron disturbios en Bastia por la condena de tres nacionalistas por un atentado con bomba en 2012. Se lanzaron cócteles molotov y proyectiles contra la policía. En marzo de 2019, antes de que el presidente Emmanuel Macron visitara Córcega el 4 de abril, dos villas fueron bombardeadas sin que se produjeran heridos. Después, solo tres días antes de la llegada del presidente Emmanuel Macron, se encontraron dos artefactos explosivos caseros frente a edificios gubernamentales en Bastia. A finales de septiembre de 2019, un grupo de nacionalistas corsos, uno de ellos armado, anunció el resurgimiento del FLNC en un mensaje de vídeo. El grupo amenazó con atacar propiedades de inversores extranjeros y exigió que se prohibiera la venta de tierras a no corsos. Una vez más, el 14 de julio de 2020, un grupo de cuatro militantes armados pronunció un discurso público en un pueblo situado a 50 kilómetros de Bastia. El grupo reivindicó un tiroteo en la Gendarmería de Montesoro, en Bastia, y dejó un panfleto en el que exigía la enseñanza obligatoria de la lengua corsa a partir de la guardería y la limitación de los turistas al doble de la población de la isla durante los meses de mayor afluencia.

## 2022: Asesinato de Yvan Colonna y disturbios
Los disturbios estallaron en Córcega tras el ataque a Yvan Colonna en la cárcel el 2 de marzo de 2022. Colonna murió el 21 de marzo. El Palacio de Justicia de Ajaccio fue asaltado por una multitud que intentó incendiarlo. Se lanzaron piedras y bengalas contra los gendarmes. En Bastia y Calvi, los alborotadores atacaron a la policía con cócteles molotov, bombas caseras y tirachinas; los antidisturbios respondieron con gases lacrimógenos. La fiscalía informó de 102 heridos, 77 de ellos policías. En abril, varias villas fueron incendiadas en Canale-di-Verde, Ghisonaccia, Pianottoli-Caldarello, y Conca. El FLNC afirmó en un comunicado que el grupo apoya la protesta e insinúa que podría reanudar sus operaciones.